# The Deadly Spawn
The Deadly Spawn  è un film statunitense del 1983 diretto da Douglas McKeown. Il film è stato distribuito negli Stati Uniti anche con i titoli alternativi Return of the Alien's Deadly Spawn e The Alien's Deadly Spawn.

## Trama
Alcune creature aliene arrivano sulla Terra tramite un meteorite e trovano rifugio nella cantina di un'abitazione, cominciando a crescere sia nelle proporzioni che nel numero, e divorando tutti coloro che hanno la sfortuna di avventurarsi sotto la casa. Alcuni ragazzini cercano di sopravvivere all'assalto delle creature e di escogitare un modo per eliminarli prima che essi si riproducano in un numero tale da poter divorare l'intera umanità.

## Produzione
Il film è stato girato a Gladstone e New Brunswick, New Jersey, Stati Uniti con un budget stimato in 25.000 dollari.
Il titolo del film è stato cambiato in alcune distribuzioni anche in Return of the Aliens: The Deadly Spawn o The Return of the Alien's Deadly Spawn per sfruttare il successo del film di Ridley Scott Alien.
Il film del 1990 Metamorphosis: The Alien Factor avrebbe dovuto essere un sequel ma, nel corso della scrittura delle sceneggiatura, divenne poi un prodotto a sé stante.

## Distribuzione
Alcune delle uscite internazionali sono state:
- 22 aprile 1983 negli Stati Uniti (The Deadly Spawn)
- 25 ottobre 1983 in Australia
- 22 febbraio 1986 in Giappone
- in Germania Ovest (Kosmokiller - Sie fressen alles)
- in Francia (La chose)
- in Francia (The Deadly Spawn, titolo del DVD)

Ad oggi il film rimane ancora inedito in Italia.